# テパネカ

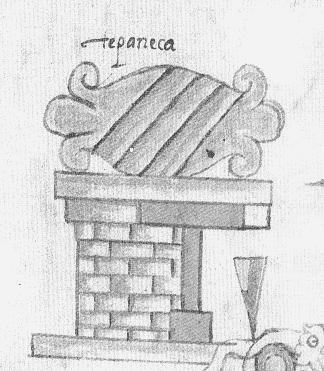
アスカティトラン絵文書に見えるテパネカを表す文字。石と家からなる

テパネカ（スペイン語: Tepanecas）は、ナワ族の一集団で、テスココ湖の西に住んでいた。14世紀後半から1428年にアステカ帝国に滅ぼされるまで、メキシコ盆地にテパネカ帝国を形成した。中心都市はアスカポツァルコだった。
「テパネカ」とはナワトル語で「石(tetl)の上(-pan)の場所の住人」を意味する。

## 歴史
テパネカはもともと西のトルーカ盆地のマトラツィンカやオトミのようなオト・マンゲ語族のオト・パメ諸語を話す集団に属していたという有力な仮説がある。伝説ではテパネカは北方のアストランからメキシコ盆地へ移動した集団のひとつとされ、おそらく1200年前後にはメキシコ盆地に住むようになった。同様のグループにはほかにアコルワ、クルワ、チャルカなどがあった。
テパネカはこの地に先に住んでいた住民と通婚し、テスココ湖の西岸に居を定めた。アコルワの住んだ東岸がほとんど人の住んでいない場所だったのに対し、テパネカの住んだ西岸は以前から開けていた。アスカポツァルコはテオティワカン時代に作られた古い町であったが、テパネカの中心都市になった。
テパネカは14世紀後半から約半世紀にわたって君臨したテソソモクの時代に大きく発展した。テパネカはテオティワカンの衰亡から600年ぶりにメキシコ盆地に出現した最初の主要な帝国になった。その領土はメキシコ盆地を越えて、南のクエルナバカ、西のトルーカ盆地、北西のトルテカの土地にまで遠征した。メシカの都市であるテノチティトランも最初はテソソモクに従属し、テパネカのために戦った。
テソソモクのライバルは東のアコルワであり、その中心都市はテスココだった。テソソモクはテスココのイシュトリルショチトルとの戦争に勝ち、1418年にイシュトリルショチトルは殺された。このときテノチティトランはテソソモクの側に立って戦い、褒美としてテスココが朝貢国として与えられた。
しかし、テパネカの繁栄はテソソモクの一代限りで終わった。1426年にテソソモクが死ぬと、継承者をめぐって争いが起き、コヨアカンのマシュトラが即位したが、この継承争いをめぐってアスカポツァルコはテノチティトランと対立し、テノチティトランのトラトアニで、テソソモクの孫でもあったチマルポポカは暗殺された。
1427年、テノチティトランで新たに即位したイツコアトルは、イシュトリルショチトルの子のネサワルコヨトル、およびテパネカ内部のマシュトラのライバルであるトラコパン（タクバ、アスカポツァルコの南にある小都市）のトトキワストリと同盟を結んだ。翌1428年にテノチティトラン・テスココ・トラコパンのアステカ三国同盟は114日間にわたる戦闘の後にアスカポツァルコを攻め滅ぼした。またアスカポツァルコに支配されていたメキシコ盆地内のその他の都市も同様にして征服した。
アスカポツァルコを倒した後、イツコアトルは歴史書を書きかえ、テパネカ帝国の記憶を消し去ろうとした。イツコアトルは古い歴史書を焚書し、メシカに不都合な歴史を削った。
戦後もテパネカは消え去ったわけではなく、主に西部の広いメキシコ高原の湖積盆地からの貢納物を管理するためにテパネカの小都市トラコパンがアステカ三国同盟に加えられた。トラコパンのトトキワストリはテパネカの主(Tepaneca tecuhtli)の称号を得た。しかし、テノチティトランやテスココに比べるとトラコパンの重要性は明らかに低かった。